# Alice S. Huang
Pour les articles homonymes, voir Huang.
Alice S. Huang (chinois : 黃詩厚|s=黄诗厚 ; pinyin : Huáng Shihòu ; Wade : Huang Shih-hou) est une biologiste américaine spécialisée en microbiologie et virologie. Elle est présidente de l'AAAS pendant le mandat 2010-2011.

## Premières années
Le père d'Alice Huang, Quentin K. Y. Huang, devient orphelin à l'âge de 12 ans à Anhui, en Chine, et est recueilli par un missionnaire. Il fait ensuite ses études à l'université de Pennsylvanie et à la Philadelphia Divinity School, avant de retourner en Chine en tant qu'évêque anglican. Il épouse ensuite la mère de Huang, Grace Betty Soong.
La mère d'Alice Huang, Grace Betty Soong, est originaire de la province de Jiangxi où sa famille possède de grandes propriétés foncières. Le père de Grace apprécie le travail pratique des missionnaires chrétiens et permet à plusieurs de ses enfants de devenir chrétiens au lieu de rester bouddhistes.
Alice Huang est née à Nanchang, la capitale de la province du Jiangxi, en 1939 et est élevée dans la religion chrétienne. Elle émigre aux États-Unis en 1949.
Elle fréquente la St. Mary's Hall-Doane Academy (à Burlington, New Jersey), la National Cathedral School (à Washington, D.C.) et le Wellesley College (à Wellesley, Massachusetts). Elle obtient une licence, une maîtrise et un doctorat (en microbiologie en 1966) à l'université Johns-Hopkins.

## Carrière

### Recherche
Les recherches d'Alice Huang ont porté sur les particules interférentes défectueuses (DIP) qui peuvent être utilisées pour combattre les virus. Les DIP sont composées de protéines structurelles virales et d'ensembles d'ADN ou d'ARN incomplets. Ces DIP interfèrent dans la réplication du virus car elles sont reproduites au détriment d'une particule virale standard. Les travaux d'Alice Huang sur les DIP sont utilisés pour combattre le cancer, le VIH et les maladies liées aux plantes.
À Johns-Hopkins et au MIT, son travail pour Robert R. Wagner et son futur mari David Baltimore consiste à « purifier et caractériser les particules virales interférentes ». Ils étudient l'inhibition de la synthèse de l'ARN cellulaire par le virus de la stomatite vésiculaire non répliqué, connu pour infecter les chevaux, les bovins et les porcs.
À l'époque, les biologistes savent que le dogme central était le suivant : de l'ADN à l'ARN à la protéine, la réplication de l'ADN étant le moyen de répliquer son génome. Les docteurs Alice Huang et Baltimore découvrent que les virus à ARN sont différents et utilisent l'ARN polymérase pour répliquer leur génome à ARN, mais ils découvrent une enzyme, la transcriptase inverse (dans un rétrovirus de la leucémie de la souris), qui convertit l'ARN en ADN (impliqué dans un processus maintenant connu sous le nom de transcription inverse). Le Dr Baltimore reçoit plus tard le prix Nobel en 1975 pour cette découverte,.
Alice Huang et Baltimore ont coécrit un article avec Martha Stampfer intitulé Ribonucleic acid synthesis of vesicular stomatitis virus, II. Cet article montre que « les virions du virus de la stomatite vésiculaire contiennent une enzyme qui catalyse l'incorporation des ribonucléotides dans l'ARN ».
À la Harvard Medical School, Alice Huang continue à étudier comment les souches mutantes produites par le virus de la rage interféraient avec la poursuite de la croissance de l'infection virale. En 1977, elle reçoit le prix Eli Lilly en microbiologie et immunologie pour ces recherches. De 1971 à 1991, Huang enseigne à la Harvard Medical School.

### Administration
En 1979, Alice Huang dirige le laboratoire des maladies infectieuses de l'hôpital pour enfants de Boston, où elle étudie les maladies virales chez les patients pédiatriques. À l'université de New York, Huang participe à un projet sur l'enseignement des sciences et reçoit une subvention visant à améliorer la préparation des enseignants et leur capacité à inciter les élèves à explorer et à découvrir les sciences.
Alice Huang est membre émérite du conseil d'administration du Keck Graduate Institute of Applied Life Sciences (KGI).
Alice Huang est une ancienne administratrice de la Fondation Waksman pour la microbiologie et une administratrice de l'Agenda public. Elle est désignée membre du conseil du California Council on and Technology en 2004, et a rempli deux mandats.

## Controverses
En juin 2015, Alice Huang a rédigé un article de conseils controversé pour le site Web Science Careers. Une chercheuse postdoctorale demandait ce qu'elle devait faire en réponse à son conseiller qui regardait sous sa chemise. Alice Huang, qui est mariée à son propre conseiller postdoctoral, a répondu : « Je vous suggère de le supporter, avec bonne humeur si vous le pouvez ».
À la suite de vives réactions sur les médias sociaux, l'article est retiré quelques heures après sa publication. Après le retrait de l'article, Science Careers tweete : « Nous nous excusons de l'avoir imprimé. Il ne reflète pas nos valeurs ou nos normes ». Des excuses plus complètes ont été présentées, affirmant que l'article n'avait pas « fait l'objet d'un examen éditorial approprié avant d'être publié ».
Dans une interview, Huang s'en tient à ses conseils, déclarant : « Ce que j'essaie de faire, c'est de donner des conseils fondés sur l'expérience, et de donner les conseils qui serviront à l'écrivain sur le long terme. Je prends à cœur leurs intérêts plutôt que d'être dans un camp ou un autre ou d'essayer de pousser mes propres agendas politiques » Elle a dit qu'elle espére écrire une colonne de suivi avec les suggestions d'autres personnes pour faire face à la situation.
L'explication d'Alice Huang est critiquée pour avoir laissé entendre que « le fait d'être contre le harcèlement sexuel est un 'camp' ou un programme politique ».

## Prix et distinctions
- 1977 : Prix Eli Lilly en immunologie et microbiologie de la Société américaine de microbiologie.
- 1982 : Doctorat honorifique du Wheaton College.
- 1987 : Doctorat honorifique du Mount Holyoke College.
- 1991 : Docteur honorifique du Medical College of Pennsylvania.
- 1999 : Achievement Award de l'Association des professeurs sino-américains de Californie du Sud.
- 2001 : Prix Alice C. Evans de la Société américaine de microbiologie.
- 2015 : Prix Distinguished Alumnus/Alumna de l'école de médecine de l'université Johns Hopkins[20].

## Sociétés professionnelles
- 1966 : Société d'honneur Sigma Xi, chapitre de Johns-Hopkins
- 1967 : Société américaine de microbiologie (président 1989)
- 1971 : Association américaine pour l'avancement de la science (membre, 2000, président 2010)
- 1974 : Société américaine de biochimie et de biologie moléculaire
- 1978 : Association des femmes de science (fellow)
- 1979 : Infectious Diseases Society of America (membre)
- 1981 : Société américaine de virologie
- 1982 : Académie américaine de microbiologie (membre)
- 1988 : Société des bioscientifiques chinois d'Amérique (fellow)
- 1990 : Academia Sinica, République de Chine
- 1990 : Académie des sciences de New York
- 1995 : Pacific Council on International Policy (membre)[21]

## Vie personnelle
Alice Huang se marie en 1968 au Dr David Baltimore. Ils ont une fille.